# Manifesto dei 121

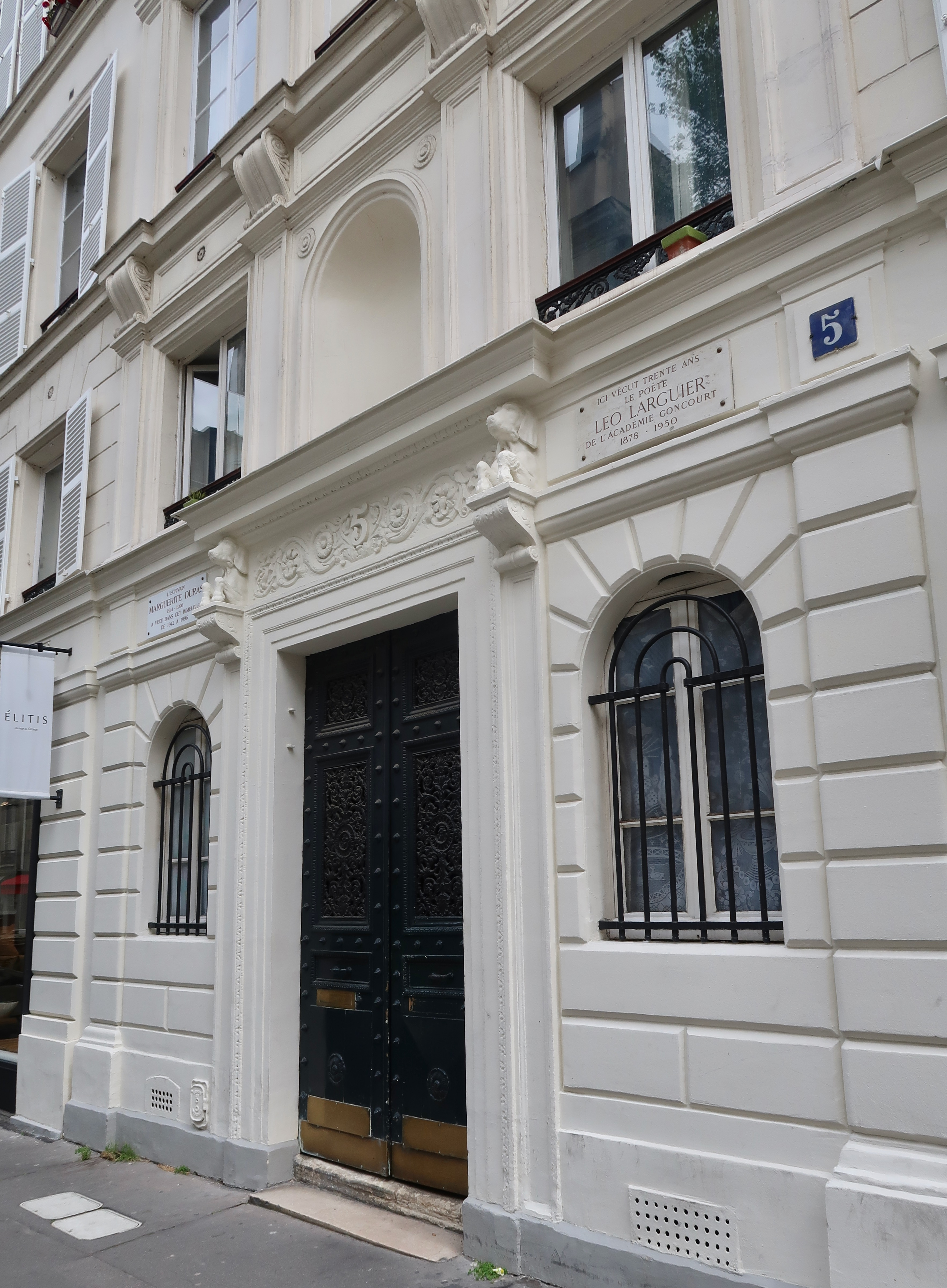
5, rue Saint-Benoît, Paris 6e

Il Manifesto dei 121, intitolato Déclaration sur le droit à l’insoumission dans la guerre d’Algérie (Dichiarazione sul diritto all'insubordinazione nella guerra d'Algeria), fu firmato da intellettuali, accademici e artisti francesi e pubblicato il 6 settembre 1960 sulla rivista Vérité-Liberté. Il manifesto nacque sulla scia del "gruppo di rue Saint-Benoît"
. 
Il documento, pensato e redatto da Dionys Mascolo e Maurice Blanchot raggruppò personalità appartenenti a diversi orizzonti politici in uno spirito libertario e piuttosto orientato a sinistra. È stato importante per la storia della sinistra e dell'estrema sinistra in Francia.

## Contenuto del manifesto
Il manifesto dichiarava l'intenzione di informare l'opinione pubblica francese e internazionale sul movimento di protesta contro la guerra d'Algeria. I 121 criticavano l'atteggiamento equivoco della Francia nei confronti del movimento d'indipendenza algerino, sostenendo che la «popolazione algerina oppressa» cercava solo di essere riconosciuta «come comunità indipendente». Partendo dalla constatazione del crollo degli imperi coloniali, mettevano in evidenza il ruolo politico dell'esercito nel conflitto, denunciando in particolare il militarismo e la tortura, che andavano «contro le istituzioni democratiche».
Il manifesto si concludeva con tre proposte finali:
- «Rispettiamo e riteniamo giustificato il rifiuto di prendere le armi contro il popolo algerino. »
- «Rispettiamo e riteniamo giustificata la condotta dei francesi che ritengono di dover portare aiuto e protezione agli algerini oppressi a nome del popolo francese. »
- «La causa del popolo algerino, che contribuisce in modo decisivo alla caduta del sistema coloniale, è la causa di tutti gli uomini liberi. »

## Lista dei firmatari
I primi 121 firmatari furono:
1. Arthur Adamov
2. Robert Antelme
3. Georges Auclair
4. Jean Baby
5. Hélène Balfet
6. Marc Barbut
7. Robert Barrat
8. Simone de Beauvoir
9. Jean-Louis Bédouin
10. Marc Beigbeder
11. Robert Benayoun
12. Maurice Blanchot
13. Roger Blin
14. Arsène Bonafous-Murat
15. Geneviève Bonnefoi
16. Raymond Borde
17. Jean-Louis Bory
18. Jacques-Laurent Bost
19. Pierre Boulez
20. Vincent Bounoure
21. André Breton
22. Guy Cabanel
23. Georges Condominas
24. Alain Cuny
25. Jean Czarnecki
26. Jean Dalsace
27. Hubert Damisch
28. Adrien Dax
29. Bernard Dort
30. Jean Douassot
31. Simone Dreyfus
32. Marguerite Duras
33. Yves Elléouët
34. Dominique Éluard
35. Charles Estienne
36. Louis-René des Forêts
37. Théodore Fraenkel
38. André Frénaud
39. Jacques Gernet
40. Louis Gernet
41. Édouard Glissant
42. Anne Guérin
43. Daniel Guérin
44. Jacques Howlett
45. Édouard Jaguer
46. Pierre Jaouën
47. Gérard Jarlot
48. Robert Jaulin
49. Alain Joubert
50. Henri Kréa
51. Robert Lagarde
52. Monique Lange
53. Claude Lanzmann
54. Robert Lapoujade
55. Elena de La Souchère
56. Henri Lefebvre
57. Gérard Legrand
58. Michel Leiris
59. Paul Lévy
60. Jérôme Lindon
61. Éric Losfeld
62. Robert Louzon
63. Olivier de Magny
64. Florence Malraux
65. André Mandouze
66. Maud Mannoni
67. Jean Martin
68. Renée Marcel-Martinet
69. Jean-Daniel Martinet
70. Andrée Marty-Capgras
71. Dionys Mascolo
72. François Maspero
73. André Masson
74. Pierre de Massot
75. Jean-Jacques Mayoux
76. Jehan Mayoux
77. Théodore Monod
78. Marie Moscovici
79. Georges Mounin
80. Maurice Nadeau
81. Georges Navel
82. Hélène Parmelin
83. Marcel Péju
84. José Pierre
85. André Pieyre de Mandiargues
86. Édouard Pignon
87. Bernard Pingaud
88. Maurice Pons
89. Jean-Bertrand Pontalis
90. Jean Pouillon
91. Denise René
92. Alain Resnais
93. Jean-François Revel
94. Alain Robbe-Grillet
95. Christiane Rochefort
96. Jacques-Francis Rolland
97. Alfred Rosmer
98. Gilbert Rouget
99. Claude Roy
100. Marc Saint-Saëns
101. Nathalie Sarraute
102. Jean-Paul Sartre
103. Renée Saurel
104. Claude Sautet
105. Jean Schuster
106. Robert Scipion
107. Louis Seguin
108. Geneviève Serreau
109. Simone Signoret
110. Jean-Claude Silbermann
111. Claude Simon
112. René de Solier
113. Jean Thiercelin
114. René Tzanck
115. Vercors
116. Jean-Pierre Vernant
117. Pierre Vidal-Naquet
118. Jean-Pierre Vielfaure
119. Claude Viseux
120. Ylipe
121. René Zazzo

A questi se ne aggiunsero altri 120:
1. Patrick Andrivet
2. Pierre Asso
3. Michel Arnaud
4. Denis Berger
5. Yves Berger
6. Michèle Bernstein
7. Dr Bloch-Laroque
8. Hélène Bourgoin
9. Hector Boulard
10. Jean Boulier
11. Gabriel Bounoure
12. Marc Boussac
13. Michel Butor
14. Michel Candi
15. Pierre Chaleix
16. Marilène Chavardes
17. Gérard Chimenes
18. Simone Collinet
19. Michel Crouzet
20. François Chatelet
21. Jacques Danos
22. Anatole Dauman
23. Guy Debord
24. Marcel Degliame
25. Jean Degottex
26. Ginette Delmas
27. Jean Delmas
28. Danièle Delorme
29. Paul Denais
30. Solange Deyon
31. Françoise Diot
32. Jacques Doniol-Valcroze
33. Geneviève Dormann
34. Michel Dorsday
35. René Dumont
36. Géo Dupin
37. Françoise d'Eaubonne
38. Jacques Ehrmann
39. Escaro
40. Jean-Louis Faure
41. Jean-Paul Faure
42. Dominique Fernandez
43. Jean Ferry
44. Raymond Fichelet
45. Jean Fraissex
46. Bernard Frank
47. Jean Freustié
48. Anne Giannini
49. Hubert Gonnet
50. Christianne Grange
51. Christian Gremillon
52. Bertrand Hemmerdinger
53. Claude Heymann
54. Geneviève Huet
55. Maurice Jardot
56. Alain Jouffroy
57. Pierre Kast
58. André S. Labarthe
59. Daniel Lacombe
60. Serge Lafaurie
61. Jacqueline Lambat
62. Jean-Clarence Lambert
63. Marie-Hélène Latrilhe
64. Jean Lattès
65. Jean-Jacques Lebel
66. René Leibowitz
67. Michel Lequenne
68. Philippe Lévy
69. Georges Limbour
70. André L. Loeven
71. Pierre Loizeau
72. Jacqueline de Maleprade
73. Clara Malraux
74. Claude Manceron
75. Jacqueline Marchand
76. Marie-Thérèse Maugis
77. Gilles Mayoux
78. Andrée Michel
79. Simone Minguet
80. Gustave Monod
81. Marc'O
82. Robert Morel
83. Claude Ollier
84. Jacques Panijel
85. Marcel Pennetier
86. Annette Perrault
87. Jean-Charles Pichon
88. Roger Picault
89. Robert Postec
90. André Raymond
91. Madeleine Rebeyrioux
92. Paul Rebeyrolle
93. Paul Revel
94. Évelyne Rey
95. Georges Rino
96. Maxime Rodinson
97. René Rognon
98. Albert Roux
99. Françoise Sagan
100. Jean-Jacques Salomon
101. Jacques Sautès
102. Catherine Sauvage
103. Lucien Scheler
104. Léon Schirmann
105. Laurent Schwartz
106. André Schwarz-Bart
107. Jacqueline Sola
108. Roger Tailleur
109. Claude Tarnaud
110. Laurent Terzieff
111. Dr. Teurtroy
112. Paul-Louis Thirard
113. Tim
114. Andrée Tournès
115. Geneviève Tremouille
116. François Truffaut
117. Tristan Tzara
118. Anne-Marie de Vilaine
119. Charles Vildrac
120. François Wahl

## Pubblicazione
Il manifesto fu pubblicato il 6 settembre 1960 su Vérité-Liberté:cahiers d'information sur la guerre d'Algérie. Questa rivista, clandestina, pubblicata a Parigi dal 1960 al 1962, era dedicata a divulgare tutte le informazioni vietate o filtrate dalla censura sulla guerra d'Algeria. Era gestita da Paul Thibaud. Il suo comitato di redazione comprendeva i giornalisti Robert Barrat e Claude Bourdet, lo storico Pierre Vidal-Naquet, il matematico Laurent Schwartz, lo scrittore Vercors e Jean-Marie Domenach della rivista Esprit. Il giornale Témoignages et documents, che rieditava durante la guerra d'Algeria i testi censurati, pubblicò anche il manifesto e le reazioni del Partito Comunista Francese e del Partito Socialista Unificato. Il manifesto doveva anche apparire nel numero di agosto-settembre 1960 di Les Temps Modernes, ma fu censurato e sostituito da una doppia pagina bianca, seguita dalla lista dei firmatari.
L'8 settembre 1960, Jérôme Lindon dichiarava su Paris-Presse: «Preferirei mille volte vedere mio figlio disertore piuttosto che torturatore. ».
Il giornale clandestino Vérités pour, sottotitolato Centrale d'informazione e d'azione sul fascismo e la guerra d'Algeria, era vicino alla Rete Jeanson
. 
Diede spesso la parola a Jeune Résistance, un movimento di insubordinati e disertori, e pubblicò il Manifesto dei 121 e articoli più radicali poiché vi si considerava la diserzione un dovere.
Altri 120 firmatari del Manifesto si unirono ai primi. 
La rivista Routes de la paix (che ha preso diversi altri nomi), basata in Belgio e diffusa in Francia, alla quale partecipava il pacifista belga Jean Van Lierde, ripubblicò il manifesto.

## Reazioni

### Repressione dei firmatari

#### Ordinanze governative, accuse, incarcerazioni
Le reazioni furono tanto più vivaci in quanto il manifesto venne deliberatamente pubblicato mentre si svolge il processo ai "fattorini" della Rete Jeanson. La difesa chiamò a testimoniare tutti i firmatari; dopo un primo rifiuto, il tribunale accettò la comparizione di venti di essi. Qualche giorno dopo, il Consiglio dei ministri reagiva modificando con ordinanza alcuni articoli del codice di procedura penale e del codice di giustizia militare, impedendo in particolare l'audizione di testimoni non citati prima dei procedimenti.
Le autorità erano state abilitate dalla legge del 3 aprile 1955 «a prendere tutte le misure per assicurare il controllo della stampa e delle pubblicazioni di qualsiasi natura, nonché quello delle trasmissioni radiofoniche, delle proiezioni cinematografiche e delle rappresentazioni teatrali
.»
Il governo emise diverse ordinanze che aggravavano le pene per la provocazione all'insubordinazione, alla diserzione e al rifiuto di libretto militare
, 
il favoreggiamento di insubordinati e il porre ostacoli alle partenze dei soldati, e reprimevano più severamente i funzionari pubblici sostenitori dell'insubordinazione e della diserzione. Il generale de Gaulle, severo contro «i servitori dello Stato», insisteva invece affinché gli intellettuali beneficiassero di una maggiore libertà di pensiero e di espressione. Ventinove persone furono accusate di istigazione di militari alla disobbedienza e provocazione all'insubordinazione e alla diserzione, mentre Jean-Paul Sartre e altri firmatari reclamavano vanamente la propria incriminazione. La rivista Les Temps Modernes fu sequestrata in quanto conteneva l'elenco dei firmatari del manifesto e di altri articoli sulla guerra d'Algeria. Tra i firmatari, il giornalista Robert Barrat fu incarcerato per 16 giorni. Alla fine le accuse decaddero. 

#### Sanzioni professionali
Jean-Louis Bory, Pierre Vidal-Naquet e altri professori furono sospesi dai loro incarichi. Con decreto firmato da Pierre Messmer, ministro delle forze armate, l'École polytechnique revocò l'incarico al professor Laurent Schwartz, posto in congedo con disonore.
Gli artisti furono esclusi dai teatri sovvenzionati e privati degli anticipi sugli incassi cinematografici. Alla Radiodiffusion-Télévision Française fu vietata ai firmatari qualsiasi collaborazione a comitati di realizzazione, qualsiasi ruolo, intervista, citazione d'autore o resoconto d'opera; di conseguenza, molte emissioni già registrate o in progetto vennero annullate. Critici letterari e teatrali rifiutarono di partecipare alla trasmissione radiofonica di François-Régis Bastide, Le Masque et la plume
, 
da cui alcuni dei loro colleghi erano stati estromessi. Il programma fu sabotato da uno degli animatori, Jérôme Peignot, e fu sospeso per sei mesi. Frédéric Rossif e François Chalais fecero lo stesso per la trasmissione Cinépanorama.
Personalità e associazioni, in particolare sindacati, difesero la libertà di espressione e si opposero alle sanzioni sul lavoro. Produttori televisivi tra i più noti costituirono un'associazione presieduta da Pierre Lazareff per ottenere «accomodamenti» alle sanzioni disciplinari, e Claude Mauriac rifiutò «di far parte, seppur modestamente, di un organismo i cui responsabili fanno così poco caso alla libertà di espressione e al diritto al lavoro» e si dimise dal comitato televisivo.
Fu solo nel 1965 che l'ultimo funzionario firmatario del manifesto fu reintegrato. Si trattava di Jehan Mayoux, insegnante e militante pacifista. Nel 1939 era stato condannato a cinque anni di carcere per aver rifiutato la mobilitazione; Marie e François Mayoux, i suoi genitori, antimilitaristi, autori di un opuscolo pacifista intitolato Gli insegnanti sindacalisti e la guerra erano stati dimessi dall'insegnamento e imprigionati per «propositi disfattisti» durante la prima guerra mondiale.

### Sostegno ai firmatari e ai ribelli
Una dichiarazione di solidarietà con i firmatari del manifesto fu approvata da intellettuali e artisti europei e statunitensi, tra cui Federico Fellini, Alberto Moravia, Bertrand Russell, Norman Mailer, Seán O'Casey e Max Frisch, «perché le opinioni espresse dai protagonisti di questo movimento sollevano questioni di principi universali.»
Alcuni vincitori del Premio Pulitzer scrissero ai firmatari della dichiarazione:
```
Come 
Henry David Thoreau
, che protestava contro la schiavitù e la guerra del Messico che considerava imperialista, difendiamo il diritto «di rifiutare fedeltà al governo e di resistergli quando la sua tirannia e la sua incapacità sono così grandi da diventare insopportabili.»
```

Cinquantadue accademici americani, tra cui Aldous Huxley e Herbert Marcuse, dichiararono la loro ammirazione ai firmatari del «manifesto contro il servizio militare in Algeria, redatto secondo gli imperativi della loro coscienza.»
La Federazione protestante di Francia definì «legittimo» e sostenne il rifiuto dei combattenti di partecipare alla tortura. A coloro che rifiutavano di partire per questa guerra, diceva che l'obiezione di coscienza sembrava il mezzo per rendere una testimonianza chiara: «Non ci stancheremo di chiedere per l'obiezione di coscienza uno statuto legale.»
La Lega dei Diritti Umani, che aveva sempre condannato l'insubordinazione, ma aveva anche sempre chiesto uno statuto per gli obiettori di coscienza,

"Oggi constata che nelle attuali condizioni della guerra d'Algeria, l'insubordinazione è diventata per alcuni giovani una forma di obiezione di coscienza. D'altra parte la Lega protesta contro le più recenti ordinanze del governo e contro i procedimenti avviati contro i firmatari della dichiarazione detta «dei 121».»

### Le critiche al Manifesto
- Il Manifesto dei 121 provocò un contro-manifesto, il Manifesto degli intellettuali francesi per la resistenza all'abbandono, pubblicato il 7 ottobre 1960 sui quotidiani Le Figaro e Le Monde e il 12 ottobre sul settimanale Carrefour. Vi si denunciava l'appoggio dato al FLN dai firmatari del manifesto dei 121 - questi «professori di tradimento» - e si difendeva l'Algeria francese. Si sosteneva l'azione della Francia e dell'esercito in Algeria («L'azione della Francia consiste, infatti come in principio, nel salvaguardare in Algeria le libertà ( [...] ) contro l'instaurazione da parte del terrore di un regime di dittatura»), accusava l'FLN di essere una «minoranza di ribelli fanatici, terroristi e razzisti» e negava «agli apologeti della diserzione il diritto di porsi come rappresentanti dell'intelligenza francese». Questo contro-manifesto fu firmato, tra gli altri, dal maresciallo Juin e da altri sei membri dell'Académie française - Henry Bordeaux, Pierre Gaxotte, Robert d'Harcourt, Henri Massis, André François-Poncet e Jules Romains, 19.

- 6 Associazioni di ex combattenti (l'Unione nazionale dei combattenti di Alexis Thomas, Rhein et Danube, gli Anziani del 2º D.B., Fiandre-Dunkerque, gli Anziani delle Forces françaises libres di de Gaulle, gli Anziani del Corps expéditionnaire français en Italie) chiamarono a manifestare a Parigi nella calma e nel silenzio, il 1º ottobre 1960, «in risposta all'appello all'insubordinazione e al tradimento». Altre associazioni si unirono alla manifestazione insieme a rappresentanti eletti come Jean-Marie Le Pen e a giovani militanti di estrema destra. Risposero in seimila[14]. Louis Aragon, anche se non aveva firmato il manifesto dei 121, pubblicò il 12 ottobre 1960 su L'Humanité una lettera aperta all'Associazione degli scrittori combattenti in cui scriveva: «Voi supplicate il potere di perseguire i 121 con implacabile rigore. Cancellatemi dai vostri registri.»

- Jean-Jacques Servan-Schreiber, cofondatore della rivista L'Express, aveva difeso posizioni anticolonialiste e denunciato la tortura in Algeria, cosa che gli era valsa censure e sequestri, con due ministri che accusavano il suo libro di testimonianza Tenente in Algeria[15] di demoralizzare l'esercito e di tradimento. Lo stesso Schreiber, ora, in una Lettera d'un non-disertore, denunciava «i maestri di pensiero della sinistra che incitano i loro discepoli ad impegnarsi nella via della diserzione e dell'aiuto al FLN [...] Coloro che manderanno dei ragazzi nelle segrete della giustizia militare per disertare avranno senz'altro diritto ai nostri occhi ada ancor meno indulgenza che gli usurpatori del potere. Sono stato chiaro, spero.» Il numero dell'L'Express che conteneva questa lettera fu sequestrato a causa del suo riferimento al Manifesto nonostante esprimesse riprovazione.

- Dall'inizio del conflitto in Algeria, il Partito Comunista Francese aveva sostenuto che la partecipazione dei suoi militanti al contingente di questa guerra coloniale fosse una garanzia di funzionamento più democratico dell'esercito. Nel settembre 1960, l'Humanité citava Maurice Thorez, segretario generale del partito, che il 31 maggio 1959 aveva ricordato i principi definiti da Lenin: "Il soldato comunista parte per qualsiasi guerra, anche per una guerra reazionaria, per continuare la lotta contro la guerra. Lavora dove è posizionato. Se così non fosse, vorrebbe dire prendere posizione su basi puramente morali, secondo il carattere dell'azione condotta dall'esercito a scapito del collegamento con le masse." Aggiungeva però, l'Humanité: «Tuttavia - è necessario dirlo? - i comunisti sono per la liberazione, l'assoluzione o il non luogo a procedere per gli uomini e le donne imprigionati, processati o accusati per aver preso parte, a loro modo, alla lotta per la pace.». 
Sostanzialmente la posizione del PCF fu - rifiutare l'appello alla diserzione (definito da France nouvelle come "iniziativa piccolo-borghese"[16]), ma "organizzare la solidarietà in favore dei funzionari e degli artisti sospesi a seguito della loro attività per la pace in Algeria, compresi i firmatari del Manifesto dei 121"[17].
- Sulla stessa linea si espressero le organizzazioni socialiste (Partito Socialista Unificato, Sezione Francese dell'Internazionale Operaia, Mouvement des jeunes socialistes).
- Varie istanze della Chiesa cattolica sulla scia del cardinale arcivescovo di Parigi Maurice Feltin e del quotidiano cattolico La Croix criticarono energicamente l'insubordinazione individuale invocando il dovere dettato da Dio di amare la patria come la mamma[18], subendo a loro volta la critica di 16 senatori cattolici che li accusavano di ignorare il ruolo della "propaganda comunista" e della loro bestia nera, i preti operai[19].
- L'OAS parlò con i suoi metodi: con un attentato alla casa di Françoise Sagan il 23 agosto 1961, altri attentati il 22-23 settembre (alla rivista Témoignage chrétien, alla casa di Laurent Schwartz[20], alla casa dei genitori del generale Jacques Pâris de Bollardière, a suo tempo il più giovane generale di Francia, ma reo di aver deplorato l'uso della tortura nella guerra d'Algeria), alla casa del tesoriere di Verité-Liberté il 12 ottobre 1961, all'abitazione e alla casa editrice di Jérôme Lindon, che nella sua Éditions de Minuit aveva pubblicato diversi testi relativi alla tortura in Algeria e racconti dei disertori.

## Appello all'opinione pubblica per una pace negoziata
Nel numero dell'ottobre 1960 de l'Enseignement public, organo mensile della Federazione dell'educazione nazionale (autonoma) e poi su Le Monde il 6 ottobre 1960 fu pubblicato un manifesto più moderato di quello dei 121, l'Appello all'opinione pubblica per una pace negoziata, preparato dai leader dei sindacati degli insegnanti e dell'Unione nazionale degli studenti di Francia, nonché da varie personalità come Roland Barthes, Jacques Le Goff, Daniel Mayer, Maurice Merleau-Ponty, Edgar Morin, Jacques Prévert e Paul Ricœur.
Paul Ricœur spiega la sua posizione: «Non consiglio l'insubordinazione - e dico perché -, ma mi rifiuto di condannare l'insubordinazione - e sono pronto anche a dire perché davanti a un tribunale militare, se qualche giovane mi chiede la mia testimonianza. [...] Per noi e per loro è una guerra illegittima con la quale impediamo al popolo algerino di costituirsi in Stato indipendente come tutti gli altri popoli dell'Africa.».

## Dopo la guerra
Conclusa la guerra d'Algeria, fu emanato un corposo pacchetto legislativo volto ad amnistiare i responsabili degli atti commessi durante la guerra d'Algeria. Le norme furono emanate e votate in varie tranches tra gli accordi di Evian del 1962 e il primo settennato di presidenza Mitterrand nel 1982.
Le prime disposizioni giuridiche di amnistia si caratterizzarono per la loro precocità, così come per la loro insolita modalità giuridica: furono infatti concesse con decreti, mentre la tradizione repubblicana voleva che l'amnistia fosse parlamentare. La misura fu presa rapidamente in conformità agli accordi di Evian, che riconoscevano la legittimità della lotta degli algerini. La legge del 16 marzo 1956 sui poteri speciali del governo durante gli eventi in Algeria consentiva la possibilità di amnistiare per decreto, e gli archivi mostrano che il governo aveva formulato fin dal gennaio 1961 la richiesta, al servizio legislativo della direzione degli Affari criminali e delle Grazie del ministero della Giustizia, di redigere un testo di amnistia.
Queste disposizioni iniziarono al momento degli accordi di Evian, con due decreti firmati il 22 marzo 1962. Il primo è il decreto nº 62-327 recante «amnistia dei reati commessi a titolo dell'insurrezione algerina», il secondo, il decreto nº 62-328 relativo all'«amnistia di fatti commessi nel quadro delle operazioni di mantenimento dell'ordine dirette contro l'insurrezione algerina». Nel mese di aprile furono poi pubblicate cinque ordinanze per rendere applicabili i decreti sopra citati. La misura permetteva di amnistiare circa 15.000 persone in Algeria e 5.500 in Francia.
L'amnistia penale fu attuata con tre leggi promulgate il 23 dicembre 1964, il 17 giugno 1966 e il 31 luglio 1968. Esse realizzano l'amnistia penale dei militanti dell'Algeria francese e dell'Organizzazione dell'esercito segreto (OAS). Il primo «amnistia e autorizza la dispensa da talune incapacità e decadenze» e il secondo «amnistia infrazioni contro la sicurezza dello Stato o commesse in relazione agli eventi dell'Algeria».
L'ultima amnistia risale al 1982, quando il presidente François Mitterrand decise di porre fine alle «conseguenze degli avvenimenti in Algeria» facendo votare una legge sulla revisione delle carriere dei generali implicati. La legge fu convalidata in Consiglio dei ministri e poi proposta da Pierre Mauroy all'Assemblea nazionale. Pierre Joxe minacciò di dimettersi se la legge riabilitava i generali putschisti e i socialisti proposero un emendamento che permettesse di escludere i generali golpisti, ma il governo fece passare la legge nella formulazione iniziale grazie all'articolo 49-3 della Costituzione della Quinta Repubblica, utilizzato per la prima volta nel settennato Mitterrand. Tutti i protagonisti del Putsch dei generali, a cominciare da Raoul Salan, furono così reintegrati nella riserva.